# Aleksandra Butwina
Aleksandra Butwina, ros. Александра Бутвина (ur. 14 lutego 1986) – rosyjska lekkoatletka specjalizująca się w wielobojach.
Medalistka mistrzostw Rosji. 

## Osiągnięcia
| Rok  | Impreza                                | Miejsce | Konkurencja | Lokata      | Wynik      |
| ---- | -------------------------------------- | ------- | ----------- | ----------- | ---------- |
| 2008 | Superliga pucharu Europy w wielobojach | Hengelo | siedmiobój  | 11. miejsce | 5752 pkt.  |
| 2010 | Superliga pucharu Europy w wielobojach | Tallinn | siedmiobój  | 3. miejsce  | 5990w pkt. |
| 2013 | Superliga pucharu Europy w wielobojach | Tallinn | siedmiobój  | 7. miejsce  | 5979 pkt.  |
| 2013 | Mistrzostwa świata                     | Moskwa  | siedmiobój  | 26. miejsce | 5809 pkt.  |

## Rekordy życiowe
- siedmiobój – 6110 pkt. (2012)
- pięciobój (hala) – 4615 pkt. (2013)